# پیرباصفا
پیرباصفا، روستایی از توابع بخش مرکزی شهرستان ارسنجان در استان فارس ایران است.

## موقعیت
این کوه در شرق شهر ارسنجان قرار دارد و براساس سرشماری مرکز آمار ایران در سال ۱۳۸۵، جمعیت آن زیر سه خانوار بوده‌است. این طاق سنگی بسیار زیبا در گذشته‌های نه چندان دور تفرجگاه مردم بومی شهر بوده‌است. چشمه ای در آن مکان وجود داشته که به وسیلهٔ آن باغ موجود در آن مکان آبیاری میشده‌است.